# Barnim VII
Barnim VII (Starszy) Psiarz (ur. 1403, zm. między 24 sierpnia 1449 a 29 sierpnia 1450) – książę wołogoski z dynastii Gryfitów, młodszy syn Barnima VI i Weroniki.

## Życie i panowanie
Do 1415 pozostawał pod kuratelą stryja Warcisława VIII, a w latach 1415–1423 brata, Warcisława IX. Wraz ze starszym bratem od 1417 współrządził księstwem Rugii (jako księstwem Świętego Cesarstwa), które było lennem nadanym przez Zygmunta Luksemburskiego, króla niemieckiego. 
W 1420 uczestniczył w walkach z Duńczykami na Szlezwiku i w rokowaniach pokojowych. Pełnię rządów objął dopiero w 1425, po powrocie z pielgrzymki do Palestyny u boku Eryka Pomorskiego. Formalnie współrządził z bratem dzielnicą wołogoską, po dokonanym podziale Księstwa Wołogoskiego (6 grudnia 1425). Faktycznie jednak rezydował w Choćkowie i był tytułowany "panem na Choćkowie". Był zapalonym myśliwym i zyskał sobie z tego powodu przydomek Psiarza.
Data jego śmierci pozostaje nieokreślona. Z 24 sierpnia 1449 pochodzi dokument, który wystawiał wraz z bratem i kuzynem Barnimem VIII. T. Kantzow podał, że w dniu zawarcia układu między książętami Szczecina i Meklemburgii (29 sierpnia 1450) – Barnim już nie żył. Na pewno zmarł nie później niż Barnim VIII (19 grudnia 1451).
Barnim nie był żonaty, choć istniały plany zawarcia małżeństwa z księżniczką mazowiecką, w ramach ewentualnego sojuszu z Polską. Posiadał konkubinę nazwiskiem Pluseker, która za sprawą żony jego brata została w procesie (1436) uznana za czarownicę i utopiona.

## Genealogia
| Warcisław VI (Jednooki) ur. 1346 zm. 13 VI 1394 | Warcisław VI (Jednooki) ur. 1346 zm. 13 VI 1394 |                                                      |                                                      | Anna ur. najwcz. 1347 zm. po 14 III 1399 | Anna ur. najwcz. 1347 zm. po 14 III 1399 |  |  | Fryderyk V? ur. 3 III 1333 zm. 21 I 1398 | Fryderyk V? ur. 3 III 1333 zm. 21 I 1398 |                                                              |                                                              | Elżbieta? ur. ? zm. ? | Elżbieta? ur. ? zm. ? |
|                                                 |                                                 |                                                      |                                                      |                                          |                                          |  |  |                                          |                                          |                                                              |                                                              |                       |                       |
|                                                 |                                                 |                                                      |                                                      |                                          |                                          |  |  |                                          |                                          |                                                              |                                                              |                       |                       |
|                                                 |                                                 | Barnim VI ur. w okr. 1365–1372 zm. 22 lub 23 IX 1405 | Barnim VI ur. w okr. 1365–1372 zm. 22 lub 23 IX 1405 |                                          |                                          |  |  |                                          |                                          | Weronika ur. w okr. 1367–1374? zm. 1405 lub przed 22 IX 1408 | Weronika ur. w okr. 1367–1374? zm. 1405 lub przed 22 IX 1408 |                       |                       |
|                                                 |                                                 |                                                      |                                                      |                                          |                                          |  |  |                                          |                                          |                                                              |                                                              |                       |                       |
|                                                 |                                                 |                                                      |                                                      |                                          |                                          |  |  |                                          |                                          |                                                              |                                                              |                       |                       |
|                                                 |                                                 |                                                      |                                                      |                                          |                                          |  |  |                                          |                                          |                                                              |                                                              |                       |                       |

|  |  |  |  | Barnim VII (Starszy) Psiarz (ur. 1403, zm. w okr. 24 VIII 1449–29 VIII 1450) |

### Opracowania
- Kazimierz Kozłowski, Jerzy Podralski, Gryfici. Książęta Pomorza Zachodniego, Szczecin: Krajowa Agencja Wydawnicza, 1985, ISBN 83-03-00530-8, OCLC 189424372. Brak numerów stron w książce
- Edward Rymar, Rodowód książąt pomorskich, Szczecin: Książnica Pomorska im. Stanisława Staszica, 2005, ISBN 83-87879-50-9, OCLC 69296056. Brak numerów stron w książce
- Szymański J.W., Książęcy ród Gryfitów, Goleniów – Kielce 2006, ISBN 83-7273-224-8

### Literatura dodatkowa (online)
- Häckermann A., Barnim VII. (niem.) [w:] NDB, ADB Deutsche Biographie (niem.), [dostęp 2012-02-19].
- Madsen U., Barnim VII. Herzog von Pommern-Wolgast (niem.). [dostęp 2012-02-19].